# Marvinův pokoj
Marvinův pokoj (v anglickém originále Marvin's Room) je americký dramatický film z roku 1996. Režisérem filmu je Jerry Zaks. Hlavní role ve filmu ztvárnili Meryl Streep, Leonardo DiCaprio, Diane Keatonová, Robert De Niro a Hume Cronyn.

## Ocenění
Diane Keatonová byla za svou roli ve filmu nominována na Oscara. Meryl Streep byla za svou roli ve filmu nominována na Zlatý glóbus. Diane Keatonová, Gwen Verdon, Meryl Streep, Leonardo DiCaprio, Robert De Niro, Hume Cronyn, Hal Scardino a Dan Hedaya byli za své role nominováni na Screen Actors Guild Award, z toho Diane Keatonová a Gwen Verdon ve dvou kategoriích.

## Obsazení
| Meryl Streep      | Lee                |
| Leonardo DiCaprio | Hank               |
| Diane Keatonová   | Bessie             |
| Robert De Niro    | doktor Wally       |
| Hume Cronyn       | Marvin             |
| Gwen Verdon       | Ruth               |
| Hal Scardino      | Charlie            |
| Dan Hedaya        | Bob                |
| Margo Martindale  | doktorka Charlotte |